# Kanton Rivesaltes
Kanton Rivesaltes (fr. Canton de Rivesaltes) je francouzský kanton v departementu Pyrénées-Orientales v regionu Languedoc-Roussillon. Skládá se z osmi obcí.

## Obce kantonu
- Cases-de-Pène
- Espira-de-l'Agly
- Opoul-Périllos
- Peyrestortes
- Pia
- Rivesaltes
- Salses-le-Château
- Vingrau